# Ivan Totsjko
Ivan Totsjko (Macedonisch: Иван Точко) (Ohrid, 13 januari 1914 - Skopje, 12 november 1973) was een Macedonische schrijver.